# Ашпин, Борис Иннокентьевич
Борис Иннокентьевич Ашпин (12 декабря 1928, Бийск, Сибирский край — 21 апреля 2020, Москва, Россия) — российский металлург, Герой Социалистического Труда, директор Западно-Сибирского металлургического комбината, заместитель Министра чёрной металлургии СССР.

## Биография
Борис Ашпин родился 12 декабря 1928 года в городе Бийске в семье крестьянина. Детские и школьные годы прошли в с. Тогул Алтайского края. Рано остался без отца — воспитывали мать, работавшая бухгалтером, и дедушка. В 1947 году поступил в новокузнецкий Сибирский металлургический институт на кафедру металлургии чугуна. Впоследствии стал крупным организатором металлургического производства и одним из ведущих в стране специалистов-доменщиков. В 1951—1952 играл в футбол за команду «Металлург».
После окончания института в 1952 году поступил на работу в доменный цех Кузнецкого металлургического комбината. Прошёл путь от горнового до обер-мастера.
В 1964 году за два месяца до пуска первой доменной печи был назначен на работу начальником доменного цеха на строящийся Западно-Сибирский металлургический завод, впоследствии ставший комбинатом.
Соавтор более 25 изобретений, более 75 рационализаторских предложений, ему присвоены звания «Изобретатель Минчермета», «Заслуженный металлург РФ». Большая часть коллективных изобретений внедрена в производство, экономический эффект от их внедрения составил свыше 7 млн рублей.
В 1974 году Ашпин стал главным инженером завода, а через 6 лет — директором. Три года подряд комбинат становился победителем социалистического соревнования. В павильоне «Металлургия» на ВДНХ СССР открылась экспозиция «Западно-Сибирский металлургический комбинат» — победитель соревнования 1983 года".
В последнем году XI пятилетки было достигнуто максимальное за время работы комбината производство чугуна, стали, проката. По результатам пятилетки комбинат был награждён переходящим красным знаменем ЦК КПСС, Совета министров СССР, ВЦСПС и ЦК ВЛКСМ, около 300 человек были награждены орденами и медалями, Апшину было присвоено звание Герой Социалистического Труда.
С 1986 по 1990 год Ашпин работал заместителем министра черной металлургии СССР — начальником ВПО «Союзметаллургпром». Возглавлял государственную комиссию по приему в эксплуатацию пятой доменной печи на Череповецком металлургическом комбинате. За время его работы Минчерметом СССР были введены в эксплуатацию цех белой жести на Карагандинском металлургическом комбинате и конверторный цех на Магнитогорском металлургическом комбинате.
В 1990—1993 годах Б. Ашпин руководил группой российских специалистов на Бхилайском металлургическом заводе в Индии.
С 1993 по 1997 годы исполнял обязанности советника председателя комитета РФ по металлургии, одновременно широко участвовал в проведении технических консультаций на многих предприятиях в России и за рубежом.
В период с 1998 по 2003 год — председатель Совета ветеранов черной и цветной металлургии. В 2007 году научный консультант ОАО «Западно-Сибирский металлургический комбинат», Почётный гражданин Кемеровской области.
Скончался 21 апреля 2020 года в г. Москве.

## Награды
Государственные награды: золотая медаль Героя Социалистического Труда «Серп и молот», 3 ордена Ленина, орден Трудового Красного Знамени, орден «Знак Почёта», многие медали. Имел почётные звания «Заслуженный металлург РСФСР». Почётный гражданин Кемеровской области (30 мая 2007 года).